# فهرست آثار ملی شهرستان کاشمر
فهرست آثار ملی شهرستان کاشمر شامل ۲۰ اثر ملی در شهرستان کاشمر است که تا ۱۳۹۷ به ثبت رسیده‌اند که سهم این شهرستان در سطح استان خراسان رضوی که بالغ بر ۱۴۰۷ اثر تاریخی ثبت شده دارد بسیار ناچیز است.
وجود جاذبه‌های مذهبی و فرهنگی، کاشمر و شهرستان آن را به یکی از مقاصد اصلی گردشگری استان خراسان رضوی تبدیل کرده به گونه‌ای که ۳٫۵ میلیون نفر در سال ۱۳۹۶ از این شهرستان بازدید کردند چنان‌که در سطح استان پس از مشهد رتبهٔ دوم و رتبهٔ چهارم در ایران از دیدگاه گردشگری مذهبی را ثبت کرده است.
نخستین اثر ملی ثبت شده در این شهرستان برج فیروزآباد بود که در تاریخ ۱۵ دی ۱۳۱۰ با شمارهٔ ثبتی ۹۱ در فهرست آثار ملی ایران جای گرفت اما در سال ۱۳۷۴ خورشیدی، بخش بردسکن که از توابع شهرستان کاشمر بود؛ مستقل و شهرستان گردید و هم‌اکنون این اثر در شهرستان بردسکن قرار دارد.
کهن‌سال‌ترین آثار این شهرستان تپهٔ جن، قلعهٔ کهنه و گورستان دشت طلاآباد می‌باشند که هر سه آنان در تاریخ ۲۲ مرداد ۱۳۸۴ به ثبت رسیده‌اند ولی این آثار در آستانهٔ تخریب کامل می‌باشند یا تخریب شده‌اند.
آرامگاه سید حسن مدرس پس از ۲۵ شهریور ۱۳۲۰ و خروج رضاشاه از ایران، توسط اهالی منطقه شناسایی و موقعیت‌یابی شد. در سال ۱۳۶۷ آرامگاه سید حسن مدرس به مساحت ۱۲۵۰ متر مربع زیرساخت و ۳۰۰۰ متر مربع محوطه و فضای سبز احداث و توسط سید علی خامنه‌ای؛ رهبر جمهوری اسلامی ایران که در آن دوره ریاست جمهوری اسلامی ایران را در اختیار داشتند، افتتاح شد. خامنه‌ای در سال ۱۳۷۳ طی ابلاغیه‌ای، تولیت آرامگاه سید حسن مدرس را به آیت‌الله عباس واعظ طبسی واگذار نمود.
ترشیز را به داشتن جامع‌های ارزشمند و پررونق، شهرت داشته است، شمس‌الدین مقدسی در احسن التقاسیم فی معرفة الاقالیم نوشته است که شهر طرشیث مرکز ولایت پشت، جامعی دارد که پس از جامع دمشق ثروتمندتر از آن جامعی نیست، زیبا و پاکیزه است و این در صورتی است که مسجد جامع دمشق را معماران ایرانی، هندی و رومی با هزینه‌ای معادل ۷ سال خراج منطقهٔ شام بنا کرده بودند و ۱۸ کشتی طلا و نقره در آن صرف شده بود که زیبایی، ثروت و هنر، مسجد جامع ترشیز نیز از این قرار جزء عجایب آن دوره بوده است. اما اکنون بر اثر گذر زمان هیچ ردی از مسجد جامع ترشیز باقی نمانده است. ولی بنای کنونی مسجد جامع کاشمر مربوط به دورهٔ قاجار است و زمانی که طایفهٔ میش‌مست در سال ۱۲۱۳ قمری ترشیز را در دست داشتند، بنا شد. مدرسه حاج سلطان العلماء دارای یک میانسرای مرکزی و از چهار طرف توسط حجره‌های دوطبقه و دو ایوان شمالی و جنوبی احاطه شده است و ۴۰ اتاق مخصوص دین‌آموزان، به یکی از مدارس علمیه شناخته شده در استان خراسان رضوی کرده است. به گزارش خبرگزاری مهر در تاریخ ۱ مرداد ۱۳۹۲، قسمتی از این بنا به دلیل بی‌توجهی تخریب شده است.
امامزاده سیدحمزه دارای گنبدی مرتفع با کاشی‌کاری سبز رنگ و ایوان آینه‌کاری شده و ۲ گلدسته است. نمای درون گنبد و پیرامون رواق نیز آینه‌کاری شده است. مجموعهٔ باغ‌مزار کاشمر، حدود ۸ هکتار مساحت داشته و در مرکز شهر جای گرفته است. ساختمان و ضریح این امامزاده بر سکویی بلند قرار دارد و تزئینات آن شامل کاشی‌کاری معرق، آینه‌کاری و دیگر عناصر تزئینی است. اکثر تغییرات ساختمان، از سال ۱۳۹۹ قمری است و مرمت آن با تلاش مهندس فتحی بوده که با دارایی خود، مقبره را بازسازی کرده است. میانسرا و حجره‌های آن در فاصلهٔ سال‌های ۱۳۵۴ تا ۱۳۵۶ با کوشش اداره اوقاف کاشمر افتتاح شد که با سنگ مرمریت طوسی گسترده و دیوارها با کاشی‌کاری لعابی آرایش شده است.
ساختمان کنونی امامزاده سید مرتضی به سبک معماری صفوی در فراز تپه‌ای تاریخی بنیاد شده است و درب بنیادین آن به میانسرا جنوبی گشوده می‌شود و ایوانی آینه‌کاری شده، گنبد بزرگ در میان دو گلدسته بلند با کاشی‌هایی به رنگ لاجوردی قابل رؤیت است. گلدسته‌ها و گنبد، نگاشته به کاشی‌کاری معرق و گنجانیدن اسماءالله و آینه‌کاری درون آرامگاه و جاذبه‌های اطراف آن برای زائران و گردشگران قابل توجه است.

## آثار ثبت‌شده
| ردیف        | نام اثر                  | نگاره | دیرینگی                | موقعیت | شمارهٔ ثبت | تاریخ ثبت      | منبع   |
| بناها       | بناها                    | بناها | بناها                  | بناها | بناها     | بناها          | بناها  |
| ----------- | ------------------------ | ----- | ---------------------- | --- | --------- | -------------- | ------ |
| ۱           | امامزاده سید مرتضی       |       | دورهٔ قاجار             | کاشمر - انتهای بلوار سید مرتضی۳۵°۱۷′۱۳٫۵″ شمالی ۵۸°۲۸′۲۷٫۵″ شرقی / ۳۵٫۲۸۷۰۸۳°شمالی ۵۸٫۴۷۴۳۰۶°شرقی                | ۱۴۸۸      | ۲ آبان ۱۳۵۶    | [ ۱۴ ] |
| ۲           | مسجد جامع کاشمر          |       | دورهٔ قاجار             | کاشمر - خیابان فیض‌آباد - میدان مرکزی شهر۳۵°۱۳′۵۶″ شمالی ۵۸°۲۷′۴۴″ شرقی / ۳۵٫۲۳۲۲۲°شمالی ۵۸٫۴۶۲۲۲°شرقی            | ۵۱۵۲      | ۲۵ اسفند ۱۳۸۰  | [ ۱۵ ] |
| ۳           | یخچال قدیمی کاشمر        |       | دورهٔ قاجار             | روستای فروتقه۳۵°۱۳′۱۲٫۹″ شمالی ۵۸°۲۹′۱۶٫۰″ شرقی / ۳۵٫۲۲۰۲۵۰°شمالی ۵۸٫۴۸۷۷۷۸°شرقی                                 | ۶۴۲۹      | ۷ مهر ۱۳۸۱     | [ ۱۶ ] |
| ۴           | امامزاده سید حمزه        |       | دورهٔ صفوی              | کاشمر - خیابان فاطمی۳۵°۱۴′۲۹٫۷″ شمالی ۵۸°۲۸′۲۰٫۰″ شرقی / ۳۵٫۲۴۱۵۸۳°شمالی ۵۸٫۴۷۲۲۲۲°شرقی                          | ۸۷۳۸      | ۱۰ خرداد ۱۳۸۲  | [ ۱۷ ] |
| ۵           | آرامگاه سید حسن مدرس     |       | دورهٔ پهلوی             | کاشمر - خیابان مدرس - بلوار شاهد۳۵°۱۳′۵۲٫۰″ شمالی ۵۸°۲۷′۱۲٫۴″ شرقی / ۳۵٫۲۳۱۱۱۱°شمالی ۵۸٫۴۵۳۴۴۴°شرقی              | ۱۱۶۷۵     | ۲۴ اسفند ۱۳۸۳  | [ ۱۸ ] |
| ۶           | آرامگاه سید اسماعیل نبوی |       | دورهٔ قاجار             | کاشمر - خیابان ۱۵ خرداد (خیابان خاکی)۳۵°۱۳′۵۹٫۵″ شمالی ۵۸°۲۸′۰٫۱″ شرقی / ۳۵٫۲۳۳۱۹۴°شمالی ۵۸٫۴۶۶۶۹۴°شرقی          | ۱۱۹۲۵     | ۵ تیر ۱۳۸۴     | [ ۱۹ ] |
| ۷           | مسجد حاجی جلال           |       | دورهٔ قاجار             | کاشمر - خیابان مدرس - جنب تکیه ابوالفضلی۳۵°۱۴′۲٫۵″ شمالی ۵۸°۲۷′۳۷٫۸″ شرقی / ۳۵٫۲۳۴۰۲۸°شمالی ۵۸٫۴۶۰۵۰۰°شرقی       | ۱۱۹۲۶     | ۵ تیر ۱۳۸۴     | [ ۲۰ ] |
| ۸           | خانه احمد پناه           |       | دورهٔ قاجار             | کاشمر - خیابان امام خمینی، نبش چهار راه بهبودی۳۵°۱۴′۱۸٫۲″ شمالی ۵۸°۲۸′۱٫۹″ شرقی / ۳۵٫۲۳۸۳۸۹°شمالی ۵۸٫۴۶۷۱۹۴°شرقی | ۱۱۹۲۷     | ۵ تیر ۱۳۸۴     | [ ۲۱ ] |
| ۹           | آرامگاه افتخارالتجار     |       | دورهٔ قاجار             | کاشمر - خیابان ۱۵ خرداد (خیابان خاکی)۳۵°۱۳′۵۹٫۹″ شمالی ۵۸°۲۷′۵۹٫۰″ شرقی / ۳۵٫۲۳۳۳۰۶°شمالی ۵۸٫۴۶۶۳۸۹°شرقی         | ۱۱۹۲۸     | ۵ تیر ۱۳۸۴     | [ ۲۲ ] |
| ۱۰          | مدرسه حاج سلطان العلماء  |       | دورهٔ قاجار             | کاشمر - خیابان امام خمینی، میدان مرکزی شهر۳۵°۱۴′۱″ شمالی ۵۸°۲۷′۴۵″ شرقی / ۳۵٫۲۳۳۶۱°شمالی ۵۸٫۴۶۲۵۰°شرقی           | ۱۱۹۲۹     | ۵ تیر ۱۳۸۴     | [ ۲۳ ] |
| ۱۱          | کاروانسرای امین التجار   |       | دورهٔ قاجار             | کاشمر - حاشیه میدان مرکزی شهر۳۵°۱۳′۵۹٫۷۱″ شمالی ۵۸°۲۷′۴۴٫۲۵″ شرقی / ۳۵٫۲۳۳۲۵۲۸°شمالی ۵۸٫۴۶۲۲۹۱۷°شرقی             | ۱۱۹۳۰     | ۵ تیر ۱۳۸۴     | [ ۲۴ ] |
| ۱۲          | آسیاب‌های آبی طلاآباد     |       | دورهٔ صفوی              | دو کیلومتری جنوب شرقی روستای قوژد۳۵°۱۱′۱۳٫۸″ شمالی ۵۸°۲۷′۵۶٫۲″ شرقی / ۳۵٫۱۸۷۱۶۷°شمالی ۵۸٫۴۶۵۶۱۱°شرقی             | ۱۳۱۸۲     | ۲۲ مرداد ۱۳۸۴  | [ ۲۵ ] |
| ۱۳          | قلعه ریگ                 |       | دورهٔ سلجوقیان          | دو کیلومتری جنوب شرقی روستای قوژد۳۵°۱۰′۵۱٫۹۶۰″ شمالی ۵۸°۲۷′۱۵٫۴۰۱″ شرقی / ۳۵٫۱۸۱۱۰۰۰۰°شمالی ۵۸٫۴۵۴۲۷۸۰۶°شرقی     | ۱۳۱۸۶     | ۱۶ مرداد ۱۳۸۴  | [ ۲۶ ] |
| ۱۴          | آب‌انبار فروتقه           |       | دورهٔ قاجار             | روستای فروتقه۳۵°۱۳′۱۶٫۳″ شمالی ۵۸°۲۹′۵۵٫۳″ شرقی / ۳۵٫۲۲۱۱۹۴°شمالی ۵۸٫۴۹۸۶۹۴°شرقی                                 | ۱۶۳۲۶     | ۲۴ آبان ۱۳۸۵   | [ ۲۷ ] |
| ۱۵          | آسیاب‌آبی جردوک           |       | دورهٔ قاجار             | روستای جردوی۳۵°۱۲′۴۹٫۳″ شمالی ۵۸°۳۶′۲۷٫۷″ شرقی / ۳۵٫۲۱۳۶۹۴°شمالی ۵۸٫۶۰۷۶۹۴°شرقی                                  | ۱۶۴۸۱     | ۲۷ آبان ۱۳۸۵   | [ ۲۸ ] |
| ۱۶          | خانه دانش                |       | دورهٔ پهلوی             | کاشمر - جنب میدان امام علی۳۵°۱۴′۱۳٫۰″ شمالی ۵۸°۲۸′۷٫۵″ شرقی / ۳۵٫۲۳۶۹۴۴°شمالی ۵۸٫۴۶۸۷۵۰°شرقی                     | ۲۸۲۰۹     | ۱۱ شهریور ۱۳۸۸ | [ ۷ ]  |
| تپه محوطه‌ها |                          |       |                        | |           |                |        |
| ۱۷          | تپه جن                   |       | هزارهٔ اول پیش از میلاد | روبروی امامزاده سید محمد۳۵°۱۴′۲۸″ شمالی ۵۸°۲۵′۲۷″ شرقی / ۳۵٫۲۴۱۱۱°شمالی ۵۸٫۴۲۴۱۷°شرقی                            | ۱۳۳۰۵     | ۲۲ مرداد ۱۳۸۴  | [ ۲۹ ] |
| ۱۸          | قلعه کهنه                |       | هزارهٔ اول پیش از میلاد | روستای زنده‌جان۳۵°۱۵′۰٫۰″ شمالی ۵۸°۲۴′۴۹٫۰″ شرقی / ۳۵٫۲۵۰۰۰۰°شمالی ۵۸٫۴۱۳۶۱۱°شرقی                                 | ۱۳۳۰۷     | ۲۲ مرداد ۱۳۸۴  | [ ۳۰ ] |
| ۱۹          | محوطه دزد                |       | صدر اسلام              | روستای سرحوضک۳۵°۱۶′۱۳″ شمالی ۵۸°۲۳′۲۰″ شرقی / ۳۵٫۲۷۰۲۸°شمالی ۵۸٫۳۸۸۸۹°شرقی                                       | ۱۳۱۸۵     | ۲۲ مرداد ۱۳۸۴  | [ ۳۱ ] |
| ۲۰          | گورستان دشت طلاآباد      |       | هزارهٔ اول پیش از میلاد | دو کیلومتری روستای قوژد۳۵°۱۰′۴۷٫۶″ شمالی ۵۸°۲۷′۱۴٫۸″ شرقی / ۳۵٫۱۷۹۸۸۹°شمالی ۵۸٫۴۵۴۱۱۱°شرقی                       | ۱۳۱۸۷     | ۲۲ مرداد ۱۳۸۴  | [ ۳۲ ] |